# Giovanni Francesco Poggio Bracciolini, le jeune
Giovanni Francesco Poggio Bracciolini est un humaniste italien, né en 1443 et mort en 1522. Il est le fils du Pogge.
Il fut chanoine de Florence et secrétaire de Léon X.

## Œuvre
On a de lui un Traité du pouvoir du pape et de celui du concile.
- Ioannis Francisci Poggii Florentini, De potestate Papae et concilii liber

## Source
« Giovanni Francesco Poggio Bracciolini, le jeune », dans Pierre Larousse, Grand dictionnaire universel du XIXe siècle, Paris, Administration du grand dictionnaire universel, 15 vol., 1863-1890 [détail des éditions].